# Woltersdorf (bij Maagdenburg)
Woltersdorf is een plaats en voormalige gemeente in de Duitse deelstaat Saksen-Anhalt, en maakt deel uit van de Landkreis Jerichower Land.
Woltersdorf telt 403 inwoners.